# Francisco Juanicó
Francisco Juanicó (Menorca, 1776 - Montevidéu, 1845), Visconde de Miguelete, atuou no processo político e econômico que culminaria na formação da República Oriental do Uruguai. Juanicó foi um dos poucos baleáricos que interveio diretamente na formação política de um país latino-americano na época da independência. Condecorado com a Ordem de Alcantara, Ordem de Christo e Ordem do Cruzeiro.

## Biografia

### Vida em Menorca
Na Menorca do século XVII submetida aos altos e baixos da política internacional morava Antonio Juanicó Vivent, falecido em 1796, era um homem do mar e piloto costeiro da Marinha Real.
Pai de família numerosa, Antonio Juanicó ensinou a seus descendentes os costumes britânicos, o interesse pelos negócios e, o mais importante, a teoria e a prática da arte da vela. Seu filho Jaime, por exemplo, nasceu em 1771 e como alferes por dez anos serviu a Sua Majestade Britânica; Ele sabia inglês, francês e italiano.
Quando as tropas hispano-francesas recuperaram Menorca para a Coroa espanhola (1782), este Mahon foi dedicado à navegação transatlântica;  Mas vindo de Havana (1798), e apesar de sua experiência, o navio que ele comanda é apreendido por corsários franceses. “Finalmente confinado em Bordéus consegue escapar, depois perambula pela costa cantábrica, solicitando em Santander um navio para se dedicar ao corsário nas águas do norte”.
Não devia ter feito mal, porque em 1794 Carlos IV nomeou-o primeiro piloto da Marinha com o posto de segundo tenente de fragata, garantindo-lhe a aposentadoria "a pedido do interessado" em 1801: naquela época o senhor Jaime Juanicó tinha  questões de maior atuação em Havana, enquanto seu irmão mais novo, Francisco, depois de várias viagens à América, decide nesse mesmo ano se mudar para Montevidéu.
Francisco José Buenaventura Juanicó foi batizado pelo padre Gabriel Vinent, na reconstruída igreja de Santa María de Mahón.
Nascido sob domínio inglês em 10 de maio de 1776. Era filho, como já escrevemos, de Antonio Juanicó Vinent e Isabel Sans i Petros, que teve pelo menos oito filhos e passou por períodos difíceis.
Juanicó foi segundo piloto aos dezenove anos, capitão aos vinte e quatro, já comanda navios desde cedo e começa sua brilhante carreira como fuzileiro mercante. Por volta de 1795 já havia navegado várias vezes do Mediterrâneo a Montevidéu.
Por volta de 1800 entrou em Mahón vindo de Veneza com cinquenta e quatro homens sob o comando da fragata Grande Duquesa Toscana e com o navio Princesa Beira chegando a Montevidéu um ano depois, ele se hospedou na pousada Tres Reyes, de propriedade de um inglês. Logo ele se inscreveu como comerciante e começou a estabelecer relações comerciais. Juanicó teria então apenas 25 anos de idade.

### Um Jovem Empreendedor
Francisco Juanicó era um homem empreendedor, se apaixona por Montevidéu e pelo movimento portuário e comercial, o primeiro alvoroço tão apropriado para comprar extensas fazendas de gado, para acumular riquezas.
Este menorquino aproveita-se da vantajosa formação anglo-saxã, liga-se à burguesia e à nobreza espanhola no período anterior à emancipação.
Aos poucos vai surgindo como um poderoso gestor, um intermediário de confiança ao serviço de todas as bandeiras, de todos os contendores: fez grandes negócios, se comprometeu politicamente somente com o que aconselharem seus crescentes interesses econômicos "transnacionais" e se tornou  comerciante, armador, vereador, fazendeiro, latifundiário, administrador de bens alheios e viajante, sempre viajante.

### Em Montevidéu
Abre uma agência de câmbio e um escritório de transações que centralizou suas atividades na administração de ativos estrangeiros, procedimentos judiciais e escritórios de advocacia. Ganha muito dinheiro por conta de sua eficiência e, em 1807 casou-se com Maria Juliana Texeira y Pagola, filha do rico proprietário Agustin de Texeria e de D. Agustina Martina Pagola Burgues.

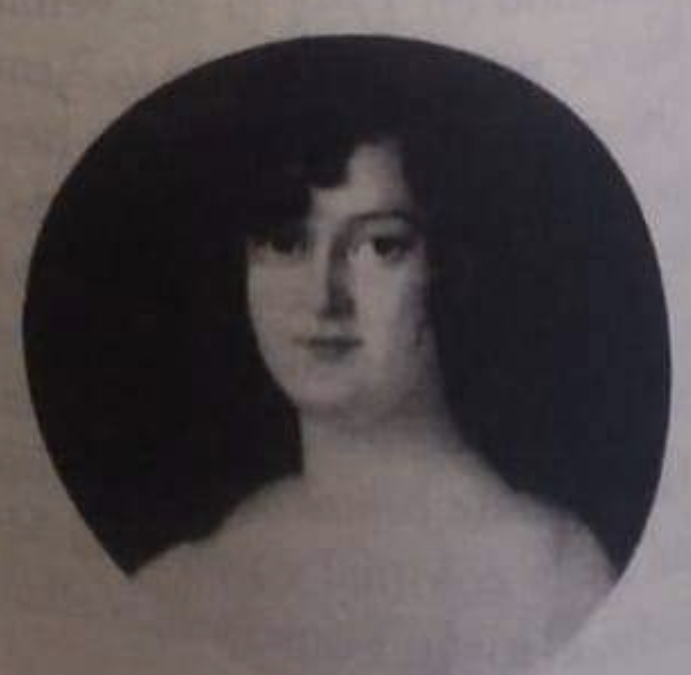
Retrato de Maria Juiana Texeria y Pagola

Desde 1808 os negócios de Juanicó se fortaleceram cada vez mais, sendo bem reconhecidos pela elite espanhola, a burguesia local e por importantes mercadores do Rio, de Buenos Aires e da Inglaterra.
O menorquino não se encarrega apenas de administrar parte do patrimônio da região de Montevidéu, mas também de defender os interesses de Buenos Aires e da Espanha. Por exemplo, os dos marqueses de Sobremonte,  isto é, ele administrou as propriedades da família do ex-vice-rei. Comprou terras, acrescentando terras herdadas de sua esposa, importando gado alemão e aprimorando técnicas de cultivo. Aos poucos vai adquirindo vastas propriedades em Montevidéu e Canelones. Em Paysandú, nas fazendas “Hervidero”, no rio Uruguai, cujo proprietário anterior era Gral. José Gervasio Artigas e, “Queguay”, entre o rio Queguay e o riacho Corrales (atual fazenda “Buen Retiro”, na região de Três Arboles), obtém assim o máximo rendimento do gado cultivando amendoeiras, avelãs, amoreiras, oliveiras, nogueiras, castanheiros e laranjeiras, cujos frutos oferecia como iguaria aos contínuos e ilustres visitantes que recebia.
Criou uma rede para comercializar seus produtos, transportes que incluíam seus próprios navios. Inserido na economia mundial, Juanicó não deixou de aproveitar a importante presença comercial inglesa na região e as diferentes situações ou dominações políticas pelas quais passou a Banda Oriental: decora sua casa com os mais requintados móveis londrinos, ainda em 1821 importou uma cozinha Britânica e instalou um piano na época "único" em Montevidéu.

### Negócios e Vida Política
Desde sua chegada a Montevidéu, Juanicó passou a se corresponder com agentes portugueses e conviveu em perfeita harmonia, desde 1818, com os governantes lusitanos. Em setembro daquele ano foi nomeado membro da Junta Aduaneira, cargo que não era nem político nem comercialmente uma coincidência.
Justamente, esse período do neocolonialismo português coincide com alguns anos excelentes para os agentes comerciais que sabem se aproximar das casas brasileiras, quanto mais para aqueles que também estão atentos à ruína da economia do vice-reinado, ocupando posições na Banda Oriental das casas francesas, alemãs e inglesas.
Nativos e espanhóis como Juan Domingo de las Carreras, Domingo Velázquez, Juan Benito Blanco, Bernardo Gestal, os irmãos Vidal, Ignacio Oribe e, claro, o nosso Francisco Juanicó, representante do  Oligarquia da Cisplatina, com relações privilegiadas com os novos governantes.
Em um terreno fértil tão favorável, tudo serve para aumentar o patrimônio. Juanicó, por exemplo, casa sua filha Carolina Juanicó com João Chrisostomo Callado, que exerceu uma influência desproporcional sobre os portugueses. Representa os grandes latifundiários ao mesmo tempo que agrega grandes extensões de terra em Salto e Paysandú.

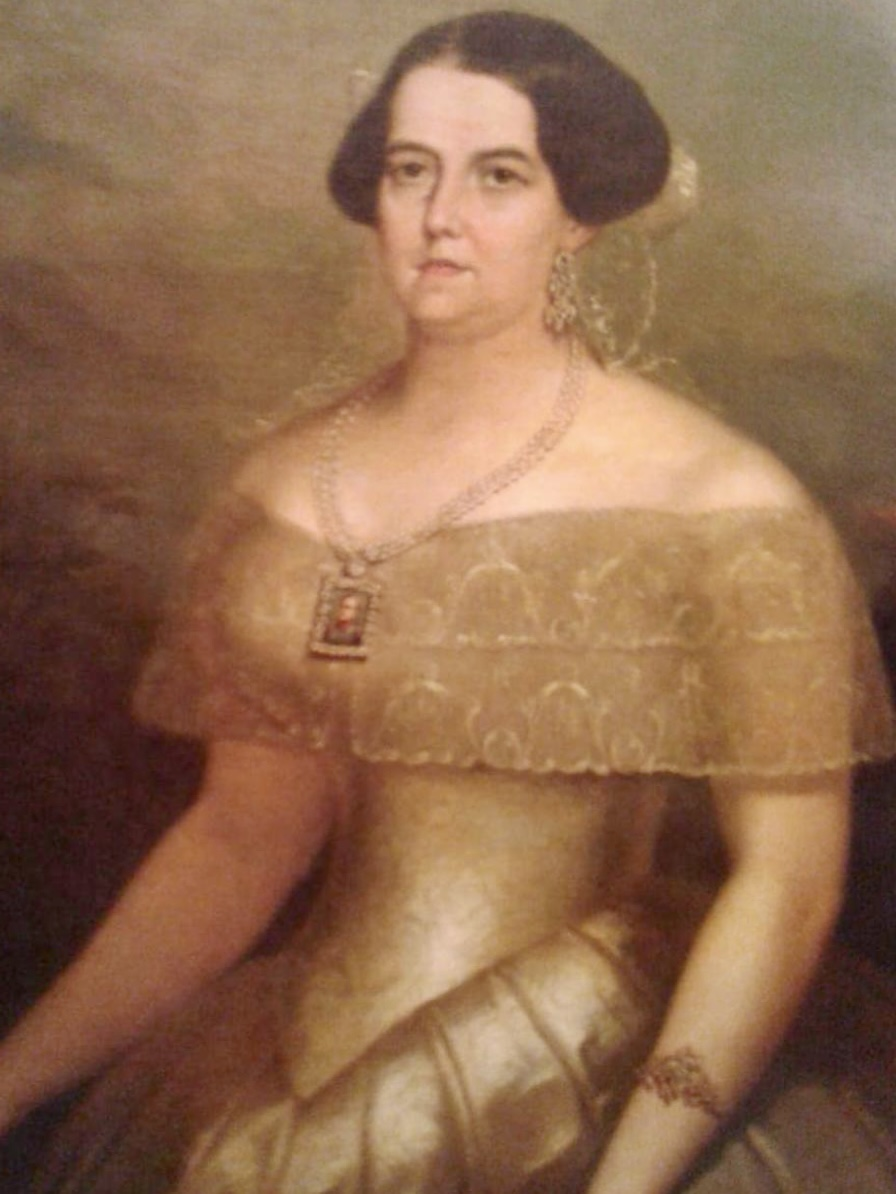
Carolina Juanicó de Callado

A região que deu origem a Vila de Juanicó era conhecida pela criação pecuária. Até que o proprietário das terras, Don Francisco Juanicó, percebeu a qualidade da uva que nascia em suas terras. Assim, decidiu transformar a propriedade antes dedicada à pecuária, em produtora de vinho. O homem não era tolo. Estudos químicos atuais confirmaram o que ele já entendera naquela época: a composição do solo da área é muito parecida com a de Bordeaux, na França. Hoje a região é famosa por seus vinhedos e premiadas produções de vinhos.

### Da Província Cisplatina para a Independência Definitiva
Francisco Juanicó foi um intermediário que estava bem posicionado no momento da dominação luso-brasileira e que aproveitou o período para construir uma cadeia de negócios sólida o suficiente para estar acima das constantes mudanças superestruturais ou de bandeira ocorridas na Banda Oriental.
Em 1822, os sonhos da anexação brasileira tornaram-se realidade. General Lecor conquista Montevidéu e seus exércitos controlam a região. Colma dá festas, cortesias e lisonjas a mercadores e latifundiários. Oferece cargos, nomeia Juanicó como membro do Conselho Geral da Província (1824) e cria, mais ou menos de acordo com a tradição lusitana, uma nova e viciada aristocracia, que com o título de Visconde de Miguelete pertenceria ao latifundiário menorquino, que também participaria ativamente de eventos sociais compartilhando as festas cisplatinas com o Barão de Calera ou o Marquês de Taco-rembó.
Aquele jovem ilhéu e marinheiro, na altura um homem maduro, agora exibe nas suas roupas as “condecorações de Alcântara, Cristo e o Cruzeiro”.  É uma pessoa muito rica, que também pertence àquele grupo de eleitos que divertem as personalidades que visitam Montevidéu;  como por exemplo Muzi (1824 ou 1826), enviado pontifício hospedado na casa do vigário Dámaso Laranaga.
Mas a ocupação brasileira se choca com as muitas aspirações e interesses de independência que existem na região.
Juanicó, um velho cão da política, também prepara novas situações: enquanto espera que os acontecimentos se esclareçam, passa alguns breves e estudados períodos em Buenos Aires, suas saídas quase sempre coincidindo com momentos tão comprometidos como aquele (1825) quando  um grupo de patriotas decidiu proclamar a independência dos luso-brasileiros e argentinos. Enquanto isso, pelos serviços prestados aos governantes imperiais, Juanicó foi promovido ao importante cargo de Tenente Prior do Consulado.
Submerso, queira ou não, no longo processo de independência, Juanicó não tem escolha a não ser iniciar um tímido processo de adaptação para defender os seus interesses e os daqueles que representa. Já é um poderoso empresário e suas redes estão conectadas ao tráfego português, inglês e norte-americano.
Estamos perante uma “peça” com muita influência e da qual em princípio, pela sua experiência, nenhuma autarquia local pode prescindir, já que Juanicó é consignatário de navios europeus, tem importantes ligações comerciais no Rio de Janeiro, é acionista da  Banco de Desconto de Buenos Aires, um dos proprietários de terras mais importantes da Banda Oriental, e assim por diante.
Assim, Juanicó finalmente, entra no movimento de independência. Joaquín Muñoz confiou-lhe em 1829 um plano de Tesouraria que deveria servir o Estado de Montevidéu, mais tarde Juanicó teve um papel de destaque na Comissão Geral de Estatística ao chegar, em 4 de setembro de 1830, à presidência do Conselho Administrativo Econômico de  Montevidéu. Um ano depois, fez parte da Comissão Consultiva do presidente Rivera chegando ao auge de sua carreira.

## Família
Francisco Juanicó casou-se em 16 de março de 1807, na cidade de Montevidéu, com Maria Juliana Texeira y Pagola, filha do rico proprietário Agustin de Texeria e de D. Agustina Martina Pagola Burgues, esta filha de 
Como Maria Juliana Texeria, teve cinco filhos, sendo os dois primeiros anteriores anteriores ao seu casamento.
- Carlos Juanicó Texeria (Montevidéu, 8/5/1803), casado com Maria Antonia Viana Zabala.

- Carolina Juanicó (Montevidéu, 18/5/1805), casado com o Marechal João Chrisostomo Callado.

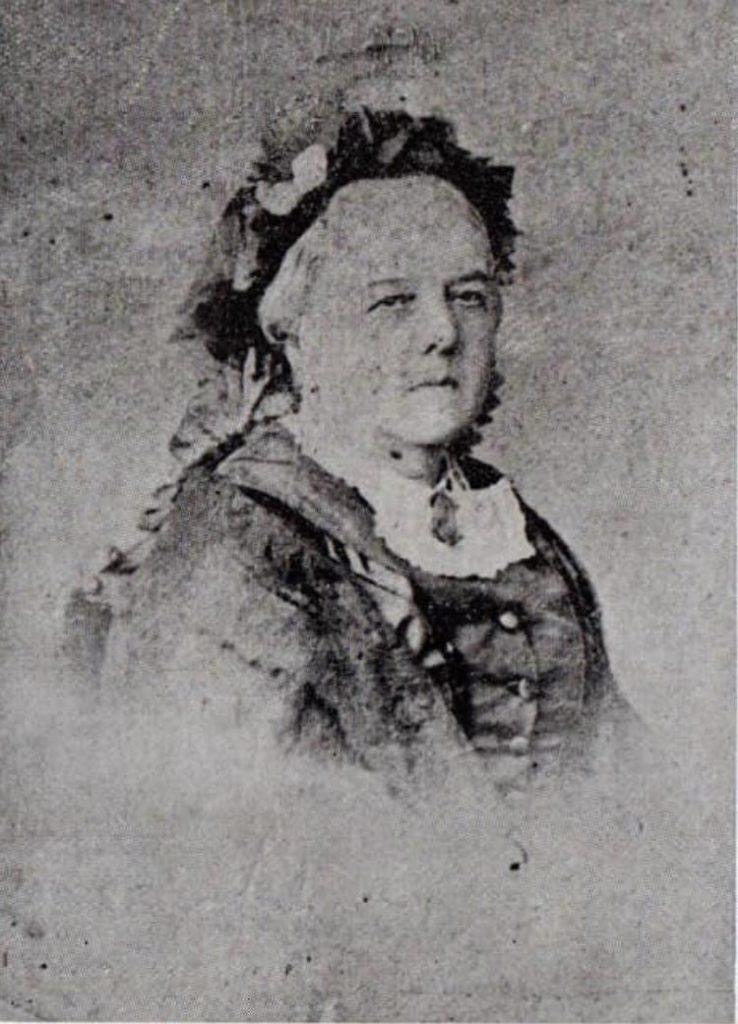
Carolina Juanicó

- Eduardo Juanicó Texeria (Montevidéu, 1809).

- Cándido Juanicó (Montevidéu, 30/9/1812).

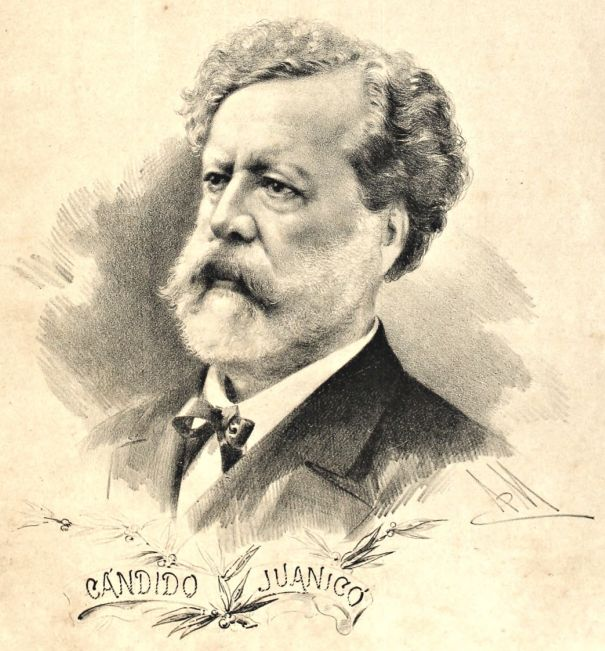
Cándido Juanicó

- Enrique Pantaleon Juanicó Texeria (Montevidéu, 27/7/1815), casado com Maria Petrona Felipa Naranjo Garcia.